# Pięć K
Pięć K (panj kakaar/kakke) – symbole sikhizmu, znaki rozpoznawcze wspólnoty Khalsa (czystych). Są to:
1. Kesa – nie strzyżone włosy (dotyczy również zarostu u mężczyzn). Sikhowie nie strzygą włosów na znak doskonałości Boga. Powinni oni czesać włosy przynajmniej dwa razy dziennie. Do ochrony włosów służy turban, zwany dastaar;

2. Kangha – mały, drewniany grzebień, używany do czesania włosów, którego sikhowie powinni używać przynajmniej dwa razy dziennie; 

3. Kaććh – krótkie spodenki noszone pod ubraniem. Są one wygodne i pozwalają sikhijskim żołnierzom walczyć bez żadnych przeszkód;

4. Kirpan – krótki żelazny sztylet lub krótki miecz służący do obrony. Jest to symbol potęgi duszy;

5. Kara – stalowa bransoletka noszona zwykle na prawym ramieniu, przypominająca o jedności z Khalsą i Bogiem.

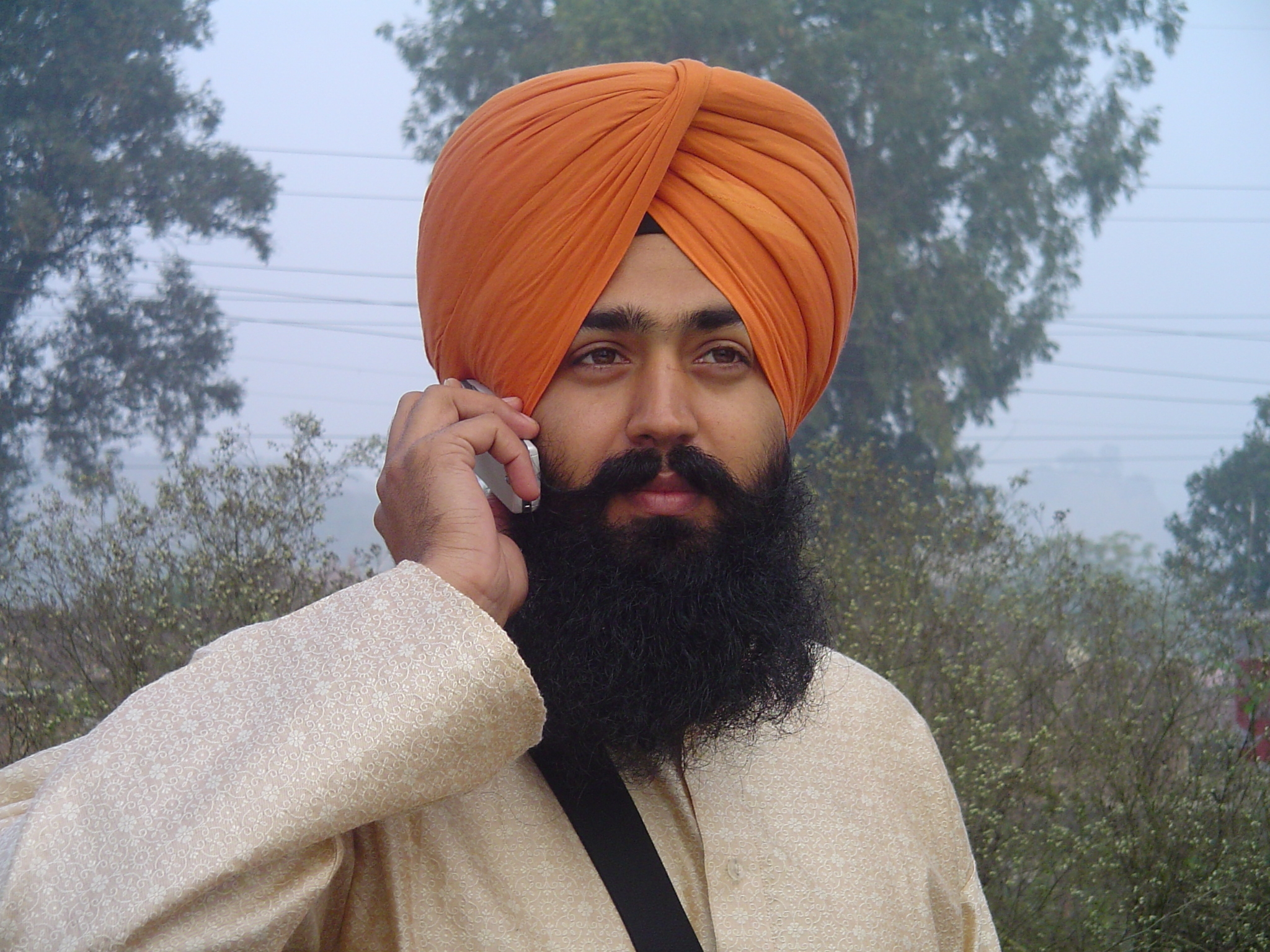
Sikh z turbanem
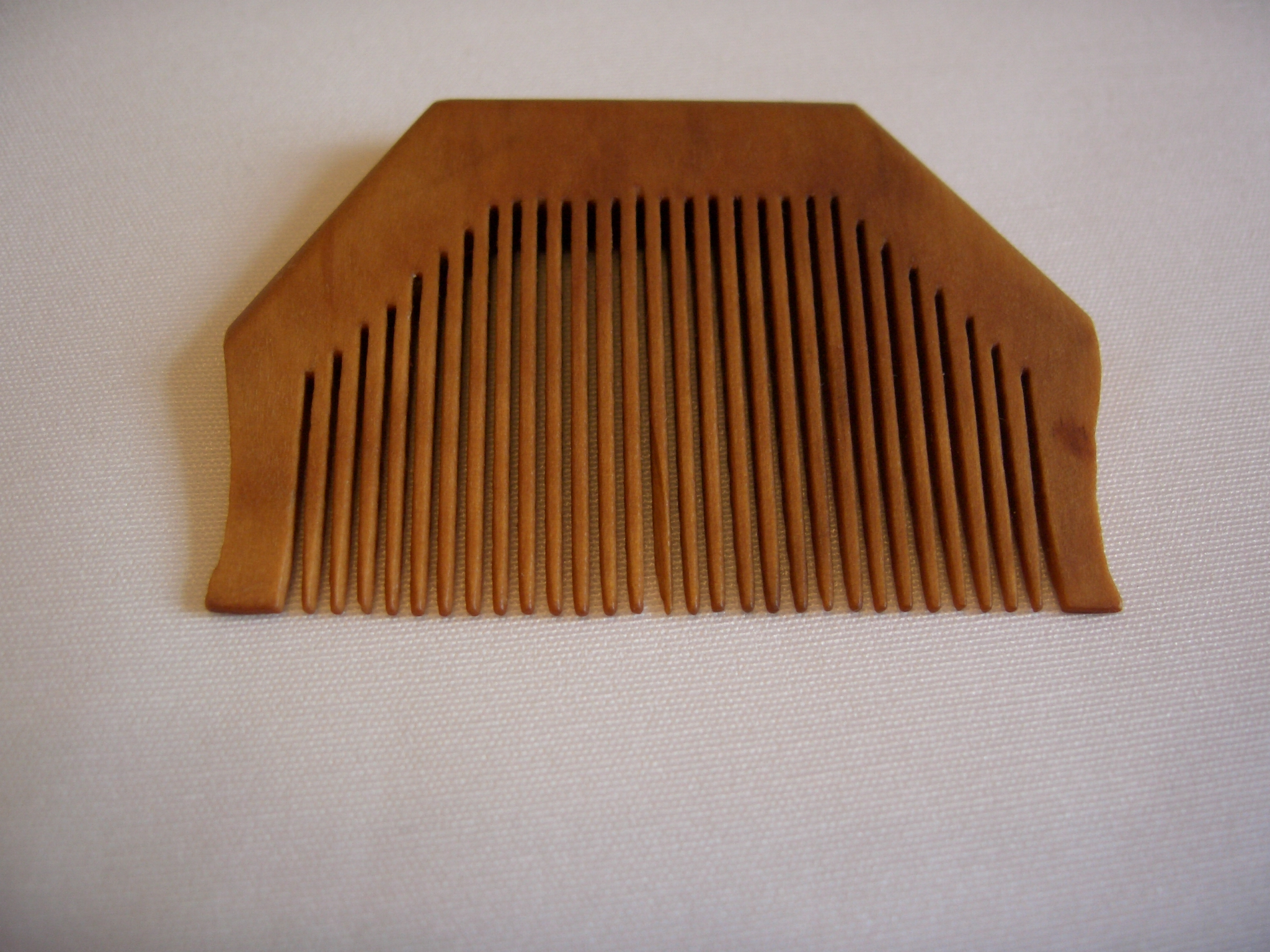
Kangha
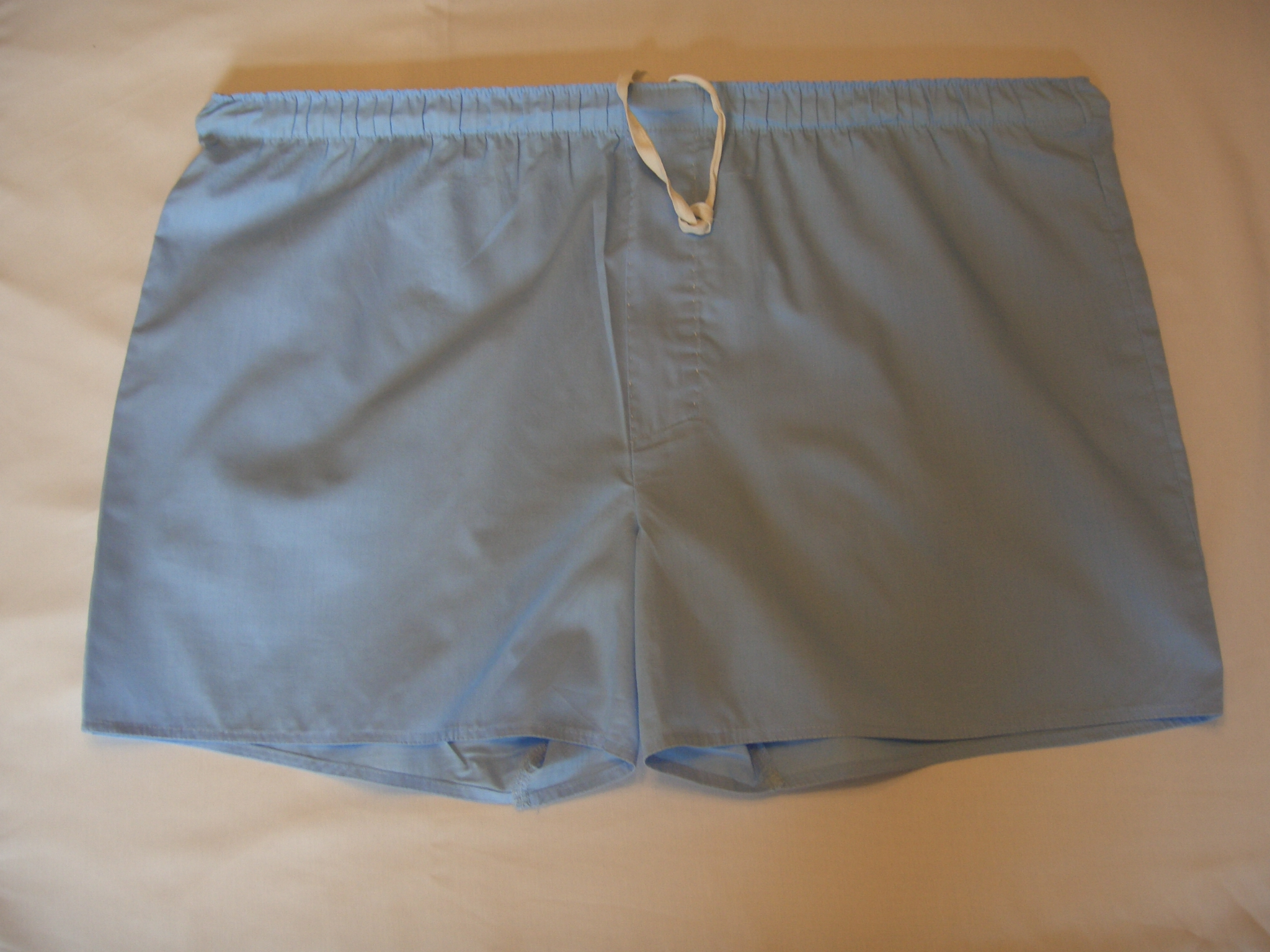
Kaććh
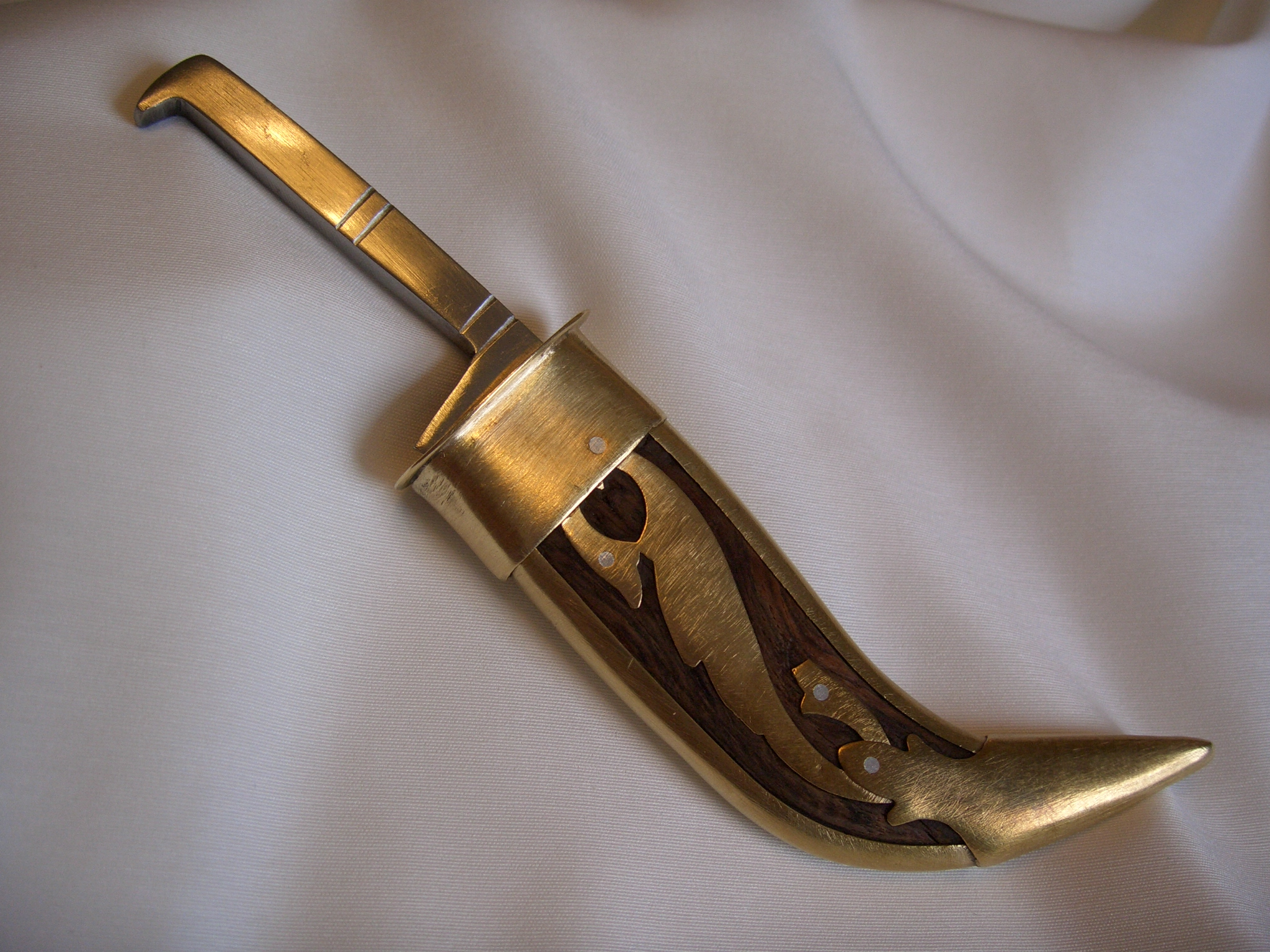
Kirpan
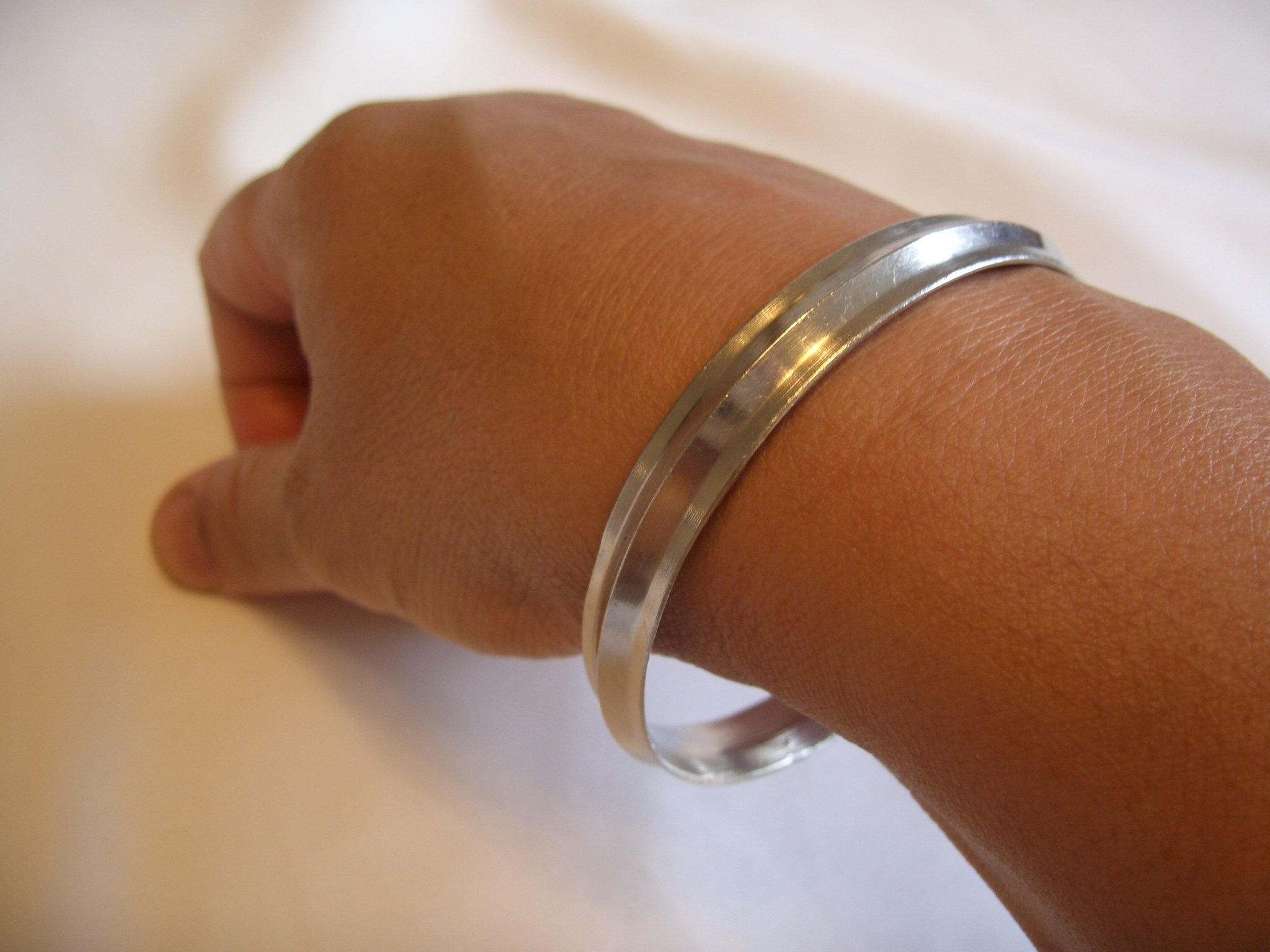
Kara